# ジェームズ・フレッチャー
ジェームズ・フレッチャー(James C. Fletcher、1919年6月5日 - 1991年12月22日)は、第4代及び第7代のNASA長官で、1971年4月27日から1977年5月1日までリチャード・ニクソンの下で、1986年5月12日から1989年4月8日までロナルド・レーガン大統領の下で務めた。この立場で、彼はスペースシャトル計画の初期構想を指揮し、チャレンジャー号爆発事故後の運航の再開にも責任をもった。NASA長官に就任する前、1964年から1971年まで、ユタ大学学長を務めていた。

## 伝記

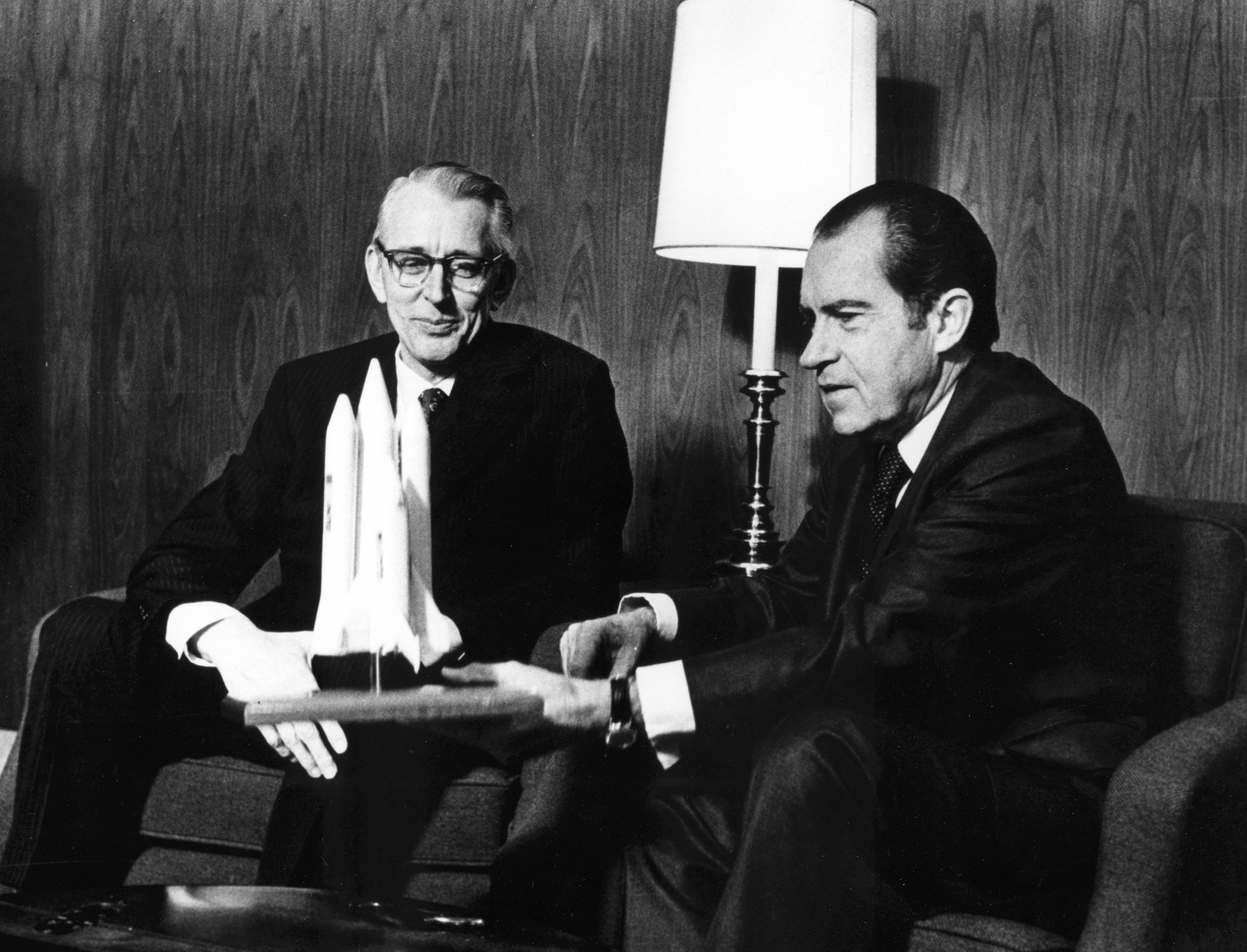
ニクソン大統領（右）とフレッチャー（1972年1月）

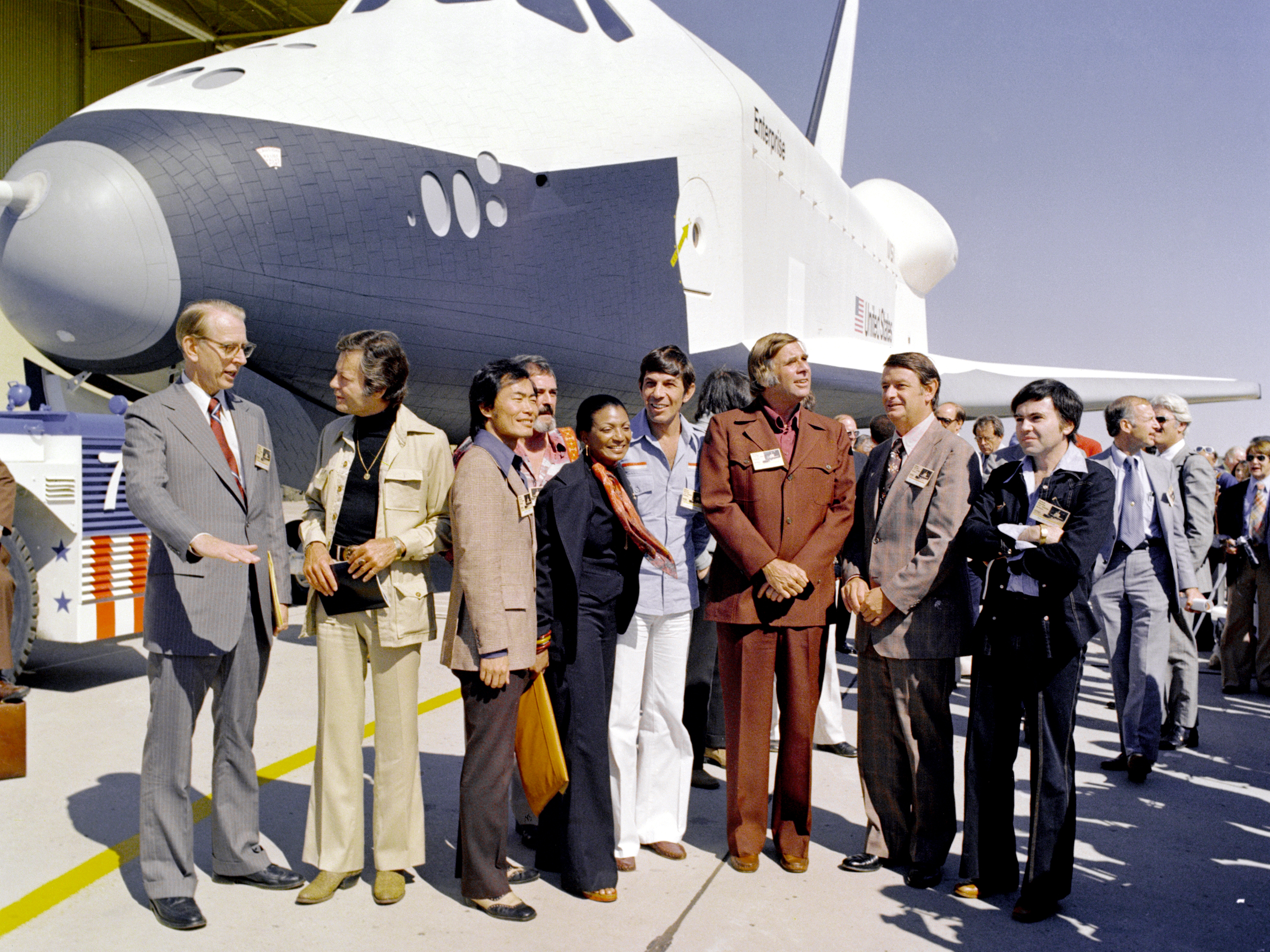
スペースシャトル・エンタープライズの前で『宇宙大作戦』（スタートレック）のキャストとともに

ニュージャージー州ミルバーンで、「ステレオの父」として知られる物理学者ハーヴェイ・フレッチャーとロリーナ・チップマンの子として生まれた。フレッチャーは、コロンビア大学コロンビアカレッジで物理学の学士号、カリフォルニア工科大学で物理学のPhD（1948年）を取得した。ハーバード大学とプリンストン大学で研究、教育の職を得た後、1948年にヒューズ・エアクラフトに入社した。後にRomo-Wooldridge Corporation（現在のTRW）で誘導ミサイルの開発にも従事した。1958年、カリフォルニア州グレンデールにSpace Electronics Corporationを創業した。この会社は後に合併して、Space General Corporationとなった。彼は後にカリフォルニア州サクラメントのAerojet General Corporationの副社長に指名された。1964年にユタ大学学長となり、1971年にニクソンからNASA長官に任命されるまでその職にあった。
NASA長官としての最初の任期中、バイキング計画で火星にランダーを送るとともに、スペースシャトル計画の立上げを指揮した。また、スペースラブ計画をまとめ、ボイジャー計画やアポロ・ソユーズテスト計画を承認した。
1977年にNASAを去った際、バージニア州マクリーンで独立のコンサルタントとなるとともに、ピッツバーグ大学に務めるようになった。またこの間の9年間、彼は宇宙政策の計画に携わる政権幹部の顧問としても活躍した。その他、戦略防衛構想開発の諮問委員会にも関わった。
1986年、ロナルド・レーガンは、チャレンジャー号爆発事故からの復興のために、フレッチャーを2度目のNASA長官に任命した。スペースシャトルの飛行は2年間中断し、フレッチャーは、NASAがプログラムの安全性と信頼性に多額の再投資を行い、効率改善のために組織を変更し、管理システムを再構築することを保証した。彼は、スペースシャトル固体燃料補助ロケットの再設計を含め、スペースシャトルの各構成部分が安全性を高めるため改良されるのを監督し、またハッブル宇宙望遠鏡のプログラムでは、脱出方法を付け加えた。彼は、レーガンの後任であるジョージ・H・W・ブッシュ在任中の1989年4月8日までNASA長官を務めた。
フレッチャーは、バージニア州マクリーンに住み、1991年12月22日にワシントンD.C.のジョージタウン・メドスター病院で、72歳で死去し、ソルトレイクシティ墓地に葬られた。末日聖徒イエス・キリスト教会に属していた。
1974年、アカデミー・オブ・アチーブメントのゴールデンプレートを受賞した。また、死後の1992年にInternational Space Hall of Frameに選出された。